# Delegacja do Kongresu USA stanu New Jersey

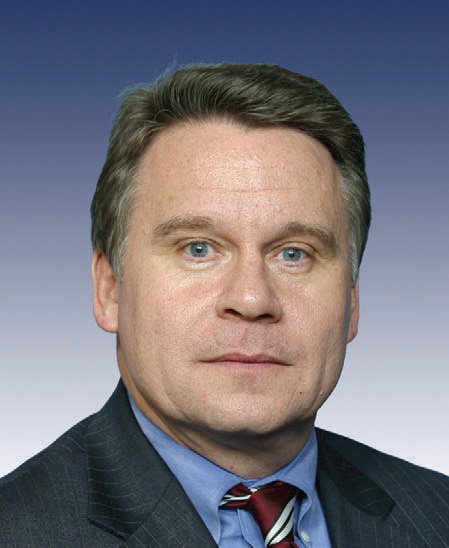
Reprezentant Chris Smith jest najstarszym stażem kongresmenem ze stanu

Delegacja do Kongresu Stanów Zjednoczonych stanu New Jersey liczy piętnastu kongresmenów (dwóch senatorów oraz trzynastu reprezentantów). New Jersey jako trzeci ze stanów założycieli ratyfikował Konstytucję USA, a więc stanowa reprezentacja zasiada od 1. Kongresu (1789).
Na lata 1789–1799, 1801–1813 oraz 1815–1843 wybierano członków Izby Reprezentantów w jednym – obejmującym cały stan – okręgu wyborczym (At-large district). Do 13. Kongresu (1813–1815) wybierano reprezentantów w trzech dwu-mandatowych okręgach. W jednomandatowych okręgach członków Izby wybrano do 6. Kongresu (1799–1801) oraz obecnie od 1843.
Czynne prawo wyborcze przysługuje tym Amerykanom, którym przysługuje prawo głosu w wyborach do stanowego Zgromadzenia Generalnego (New Jersey General Assembly), izby niższej Parlamentu.

## 110. Kongres (2007-2009)
W ostatnich wyborach 7 listopada 2006 wybrano trzynastu reprezentantów oraz senatora 1 klasy. Wszyscy dotychczasowi kongresmeni utrzymali swoje mandaty. Zaznaczyć jednak trzeba, że senator Menendez został mianowany senatorem przez Gubernatora kilka miesięcy przed wyborami. Z kolei reprezentant Holt został wybrany po raz pierwszy na pełną kadencję; wcześniej w wyborach uzupełniających zastąpił dotychczasowego reprezentanta Menendeza, który przeszedł do Senatu.
W wyborach 4 listopada 2008 mieszkańcy wybierali oprócz reprezentantów, senatora 2. klasy.
| Senat | Senat                  | Senat  | Senat                              |
| Klasa | Senator Data urodzenia | Partia | Urzęduje od                        |
| ----- | ---------------------- | ------ | ---------------------------------- |
| 2     | Frank Lautenberg       | D      | 7 stycznia 2003 (także 1982-2001)  |
| 1     | Robert Menendez        | D      | 18 stycznia 2006 (w Izbie od 1993) |

| Izba Reprezentantów | Izba Reprezentantów  | Izba Reprezentantów | Izba Reprezentantów |
| Okręg               | Reprezentant         | Partia              | Urzęduje od         |
| ------------------- | -------------------- | ------------------- | ------------------- |
| 1                   | Rob Andrews          | D                   | 6 listopada 1990    |
| 2                   | Frank LoBiondo       | R                   | 4 stycznia 1995     |
| 3                   | Jim Saxton           | R                   | 6 listopada 1984    |
| 4                   | Chris Smith          | R                   | 3 stycznia 1981     |
| 5                   | Scott Garrett        | R                   | 7 stycznia 2003     |
| 6                   | Frank Pallone        | D                   | 8 listopada 1988    |
| 7                   | Mike Ferguson        | R                   | 3 stycznia 2001     |
| 8                   | Bill Pascrell        | D                   | 7 stycznia 1997     |
| 9                   | Steve Rothman        | D                   | 7 stycznia 1997     |
| 10                  | Donald M. Payne      | D                   | 3 stycznia 1989     |
| 11                  | Rodney Frelinghuysen | R                   | 4 stycznia 1995     |
| 12                  | Rush D. Holt Jr.     | D                   | 3 stycznia 1999     |
| 13                  | Albio Sires          | D                   | 13 listopada 2006   |

## Liczba kongresmenów
Zgodnie z Konstytucją stan New Jersey otrzymał cztery miejsce w Izbie (plus dwa w Senacie). Spis powszechny w 1790 stwierdził przyrost liczby mieszkańców. Kolejne spisy potwierdzały tę tendencje, po spisie w 1960 stanowi przyznano aż 15 miejsc w Izbie (razem 17 kongresmenów). Od tego czasu liczba parlamentarzystów spada i po spisie w 1990 New Jersey ma jedynie 13 reprezentantów i dwóch senatorów.
| - 1789–1793 – 6 - 1793–1803 – 7 - 1803–1843 – 8 | - 1843–1873 – 7 - 1873–1893 – 9 - 1893–1903 – 10 | - 1903–1913 – 12 - 1913–1933 – 14 - 1933–1963 – 16 | - 1963–1983 – 17 - 1983–1993 – 16 - od 1993 – 15 |